# Rhopalaea abdominalis
Rhopalaea abdominalis is een zakpijpensoort uit de familie van de Diazonidae. De wetenschappelijke naam van de soort werd in 1898 voor het eerst geldig gepubliceerd door Sluiter als Ciona abdominalis.

## Beschrijving
Rhopalaea abdominalis is solitair-levende zakpijp met zware en dik mantel. De sifons zijn duidelijk zichtbaar, maar niet uitpuilend. De kleur is lavendel tot donkerpaars of bruin.

## Verspreiding en leefgebied
Rhopalaea abdominalis komt incidenteel voor in Zuid-Florida, Bahama's en het Caribisch gebied, waar het koraalriffen bewoond. Het grootste deel van het lichaam is verborgen in nauwe spleten of gaten, zodat alleen het bovenste deel van het lichaam en de sifons zichtbaar zijn. Gevonden tot een diepte van 25 meter.